# Власова, Вероника Валериевна
Вероника Валериевна Власова (род. 2 ноября 1966, Кемерово) — российский врач и политик. Заслуженный врач Российской Федерации (2019), депутат Государственной думы Федерального собрания Российской Федерации VIII созыва в 2021 году.  Член комитета Государственной Думы по охране здоровья. Кандидат медицинских наук.
Из-за вторжения России на Украину, находится под международными санкциями Евросоюза, США, Великобритании и ряда других стран

## Биография
Родилась 2 ноября 1966 года в Кемерово.
В 1990 году окончила Кемеровский государственный медицинский институт по специальности «Лечебное дело». В 2012 году окончила Кузбасский государственный технический университет и Санкт-Петербургский государственный экономический университет по программе «Менеджмент».
В 1990—2021 годах врач акушер-гинеколог, заведующая гинекологическим отделением, заместитель главного врача по гинекологической помощи ГБУЗ «Кузбасской областной клинической больницы имени С.В. Беляева», совмещала лечебную работу с научно-исследовательской деятельностью, член Ассоциации акушеров-гинекологов, участница Всероссийских и Международных научных конгрессов. Некоторое время работала в Голландии. Является автором и соавтором более 100 научных работ.
19 сентября 2021 года избрана депутатом Государственной Думы Федерального собрания Российской Федерации VIII созыва по партийным спискам.

## Санкции
25 февраля 2022 года, на фоне вторжения России на Украину, включена в санкционный список Евросоюза в ответ на решение России признать территории Донецкой и Луганской областей Украины и на решение об отправке туда российских войск. 11 марта 2022 года внесена в санкционный список Великобритании «за признание независимости двух сепаратистских регионов в Украине».
30 сентября 2022 года была внесена в санкционные списки США в ответ на «фиктивные референдумы» и «аннексию территорий Украины российскими оккупационными силами»
По аналогичным основаниям также находится в санкционных списках Швейцарии, Австралии, Японии, Украины, Канады и Новой Зеландии.

## Личная жизнь
Замужем, имеет дочь.

## Награды
- Медаль «За заслуги в развитии медицины и здравоохранения».
- Почетная грамота Министерства здравоохранения и социального развития Российской Федерации (2012);
- Заслуженный врач Российской Федерации (2019).

Награды Кемеровской области
- Медаль «За достойное воспитание детей» (2007);
- Медаль «Материнская доблесть» (2008);
- Медаль «За особый вклад в развитие Кузбасса III степени» (2011);
- Медаль «За особый вклад в развитие Кузбасса II степени» (2014);
- Золотой знак «Кузбасс» (2015)[2].